# 环戊二烯基三羰基锰
环戊二烯基三羰基锰是一种有机锰化合物，化学式为C8H5MnO3。它可由环戊二烯基钠和五羰基氯化锰在四氢呋喃中反应制得，或由二茂锰和一氧化碳的反应得到。它和六氟磷酸亚硝酰反应，可以得到[Mn(C5H5)(CO)2(NO)]PF6。

## 拓展阅读
- T.S. Piper, G. Wilkinson. . Journal of Inorganic and Nuclear Chemistry. 1956-09, 3 (2): 104–124  [2023-03-06]. doi:10.1016/0022-1902(56)80073-0. （原始内容存档于2023-08-03） （英语）.